# Paul Legentilhomme

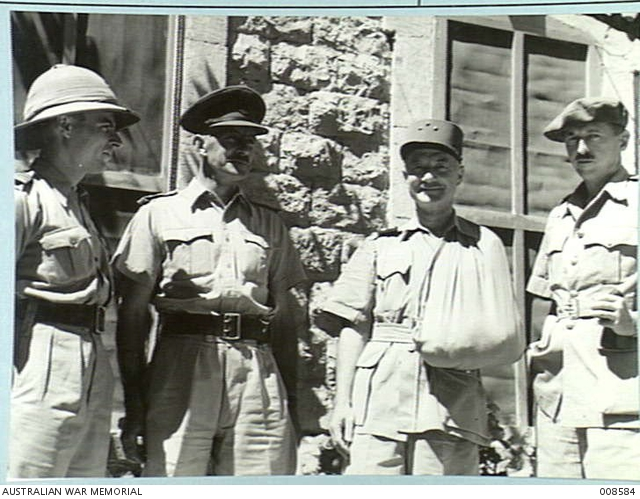
General Legentilhomme (mit Armschlinge) in Damaskus (Juli 1941).

Paul-Louis-Victor-Marie Legentilhomme (* 26. März 1884 in Valognes, Département Manche; † 23. Mai 1975 in Villefranche-sur-Mer, Département Alpes-Maritimes) war ein Offizier und zuletzt General des französischen Heeres, der unter anderem zwischen 1941 bis 1943 Kriegskommissar beziehungsweise 1943 Kommissar für Landesverteidigung sowie 1943 Generalgouverneur von Madagaskar. Er fungierte zudem zwischen 1945 und 1947 als Militärgouverneur von Paris.

## Leben
Paul-Louis-Victor-Marie Legentilhomme begann nach dem Schulbesuch 1905 eine Ausbildung zum Offizier an der Militärschule Saint-Cyr und wurde nach deren Abschluss 1907 in das Heer übernommen. In der Folgezeit übernahm er zahlreiche Verwendungen als Offizier, war zudem 1919 Absolvent der Kriegshochschule (École supérieure de guerre) und wurde am 29. Dezember 1922 zum Ritter der Ehrenlegion ernannt. In der Zwischenkriegszeit war er des Weiteren von 1929 bis 1931 Chef des Stabes der 3. Kolonialinfanteriedivision (3e division d’infanterie coloniale) unter Generalmajor Gaston Billotte und wurde in dieser Funktion am 25. Dezember 1929 zum Oberstleutnant befördert. Er wurde am 25. Juni 1934 zum Oberst befördert sowie am 20. Dezember 1935 zum Offizier der Ehrenlegion ernannt. Er fungierte zwischen 1937 und 1938 als Kommandeur des 4. senegalesischen Tirailleurs-Regiments und versah danach vom 1. Dezember 1938 bis zum 20. Januar 1939 Dienst im Zentrum für höhere Militärstudien (Centre des Hautes Études Militaires), wobei in dieser Funktion am 23. Dezember 1938 seine Beförderung zum Brigadegeneral erfolgte.

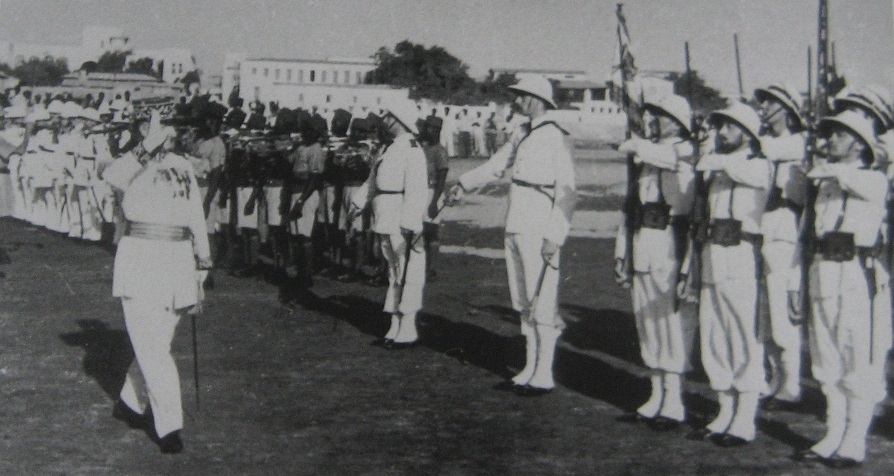
General Legentilhomme bei einer Truppenparade in Dschibuti (1939/40)

Er war vom 20. Januar 1939 bis zum 27. Juli 1940 Kommandierender General der Kolonie Französische Somaliküste und in Personalunion zwischen dem 3. September 1939 und dem 27. Juli 1940 Oberbefehlshaber der alliierten Streitkräfte in der Französischen Somaliküste. Nach seiner Beförderung zum Generalmajor am 1. Januar 1941 fungierte er zwischen dem 1. Februar und dem 15. April 1941 als Kommandierender General der Freien Französischen Streitkräfte FFL (Forces françaises libres) im Sudan und Eritrea. In diesen Verwendungen nahm er am Ostafrikafeldzug (10. Juni 1940 bis 27. November 1941) teil, der schließlich mit einem Sieg der Alliierten und der Kapitulation des Gros der italienischen Truppen in Ostafrika endete, wobei ein Guerillakrieg in kleinerem Umfang fortgeführt wurde. Er war im weiteren Verlauf des Zweiten Weltkrieges vom 15. April bis zum 21. August 1941 Kommandeur der in Syrien eingesetzten 1. Freien Französischen Division (1re division française libre) und nahm mit dieser am Syrisch-Libanesischen Feldzug (8. Juni bis 14. Juli 1941) teil, der ebenfalls mit einem Sieg der Alliierten endete. Er war daraufhin zwischen dem 21 August und dem 25. September 1941 Oberbefehlshaber im Freien Französisch-Afrika (Afrique française libre) sowie daraufhin vom 25. September 1941 bis zum 1. Dezember 1942 Nationaler Kriegskommissar. Nachdem es im Zuge der „Operation Ironclad“ (5. Mai bis 8. November 1942) zur Eroberung Madagaskars durch die Alliierten und zur Übergabe der Insel an das Freie Frankreich gekommen war, fungierte er zwischen dem 1. Dezember 1942 und dem 5. August 1943 in Personalunion als Hochkommissar der französischen Besitzungen im Indischen Ozean sowie als Kommandierender General, Oberbefehlshaber und als Nachfolger von Victor Marius Bech bis zu seiner Ablösung durch Pierre de Saint-Mart Generalgouverneur von Madagaskar. Während dieser Zeit erfolgte zudem am 1. März 1943 auch seine Beförderung zum Generalleutnant.
Im Anschluss bekleidete Legentilhomme vom 5. August bis zum 2. Oktober 1943 den Posten als stellvertretender Kommissar für Nationale Verteidigung und wurde am 2. Oktober 1942 Kommissar für Nationale Verteidigung (Commissaire à la Défense nationale) des Französischen Komitees für die Nationale Befreiung CFLN (Comité français de Libération nationale) in Algier. Er bekleidete dieses Amt bis zum 9. November 1943, woraufhin André Le Troquer ihn ablöste. Nach einer darauf folgenden Abordnung zur Verfügung zwischen 9. November 1943 und dem 27. Juni 1944 übernahm er zwischen dem 27. Juni 1944 und dem 20. Juli 1945 als Kommandeur der 3. Militärregion (3e région militaire) in Rouen und wurde für seine Verdienste am 14. April 1945 auch zum Kommandeur der Ehrenlegion ernannt.
Nach Kriegsende wurde Generalleutnant Paul Legentilhomme, der auch als Compagnon de la Libération geehrt wurde, als Nachfolger von Generalleutnant Pierre Kœnig am 20. Juli 1945 Militärgouverneur von Paris und verblieb auf diesem Posten bis zum 16. Januar 1947, woraufhin Generalleutnant René Chouteau ihn ablöste. Er war in Personalunion war er vom 20. Juli 1945 bis zum 15. März 1946 auch Kommandeur der Militärregion Paris sowie zwischen dem 15. März 1946 und dem 20. April 1947 Kommandeur des 1. Militärbezirks. Er wurde am 16. Januar 1947 zum General befördert und trat am 20. April 1947 in den Ruhestand. Er wurde des Weiteren am 1. Mai 1949 zum Großoffizier der Ehrenlegion ernannt und erhielt darüber hinaus am 17. März 1951 das Großkreuz der Ehrenlegion.

## Hintergrundliteratur
- Martin Thomas,  Andrew Thompson und John M. MacKenzie: The French empire at war, 1940–45, Manchester University Press, 1998
- Daoud Aboubaker Alwan: Historical dictionary of Djibouti, Scarecrow Press, 2000